# Der Raben Arglist und Rache
Der Raben Arglist und Rache ist ein Märchen. Es steht in Ludwig Bechsteins Neues deutsches Märchenbuch an Stelle 44 und stammt aus Antonius von Pforrs Das Buch der Beispiele der alten Weisen (Kap. 5: Die Raben räuchern die Aare aus).

## Inhalt
Der Rabe erfährt alle Beschlüsse der Adler. Der Ratgeber, der für seine Tötung gestimmt hatte, zieht sich zurück. Schließlich berichtet der Rabe seinem Rabenkönig, dass die Adler sich in eine Höhle im Gebirge zurückgezogen haben. Da räuchern sie sie aus. Seitdem gibt es mehr Raben als Adler, und hätte nicht jener Adlerratgeber sich mit den seinen zurückgezogen, gäbe es gar keine mehr.

## Herkunft
Das Tiermärchen stammt wie die vorangehenden aus Antonius von Pforrs Das Buch der Beispiele der alten Weisen, einer Übertragung des indischen Panchatantra.